# Фридрих фон Вюртемберг
Фридрих Карл Август фон Вюртемберг (на немски: Friedrich Karl August Prinz von Württemberg; * 21 февруари 1808, дворец Комбург до Швебиш Хал; † 9 май 1870, Щутгарт) е принц от Кралство Вюртемберг и генерал на кавалерията на Вюртемберг. Баща е на последния крал Вилхелм II фон Вюртемберг.

## Биография
Той е големият син на принц Паул фон Вюртемберг (1785 – 1852) и първата му съпруга принцеса Шарлота фон Саксония-Хилдбургхаузен (1787 – 1847), дъщеря на херцог Фридрих фон Саксония-Хилдбургхаузен-Алтенбург (1763 – 1834) и Шарлота фон Мекленбург-Щрелиц (1769 – 1818). Внук е на 1. крал Фридрих I Вилхелм Карл фон Вюртемберг (1754 – 1816) и първата му съпруга принцеса Августа фон Брауншайг-Волфенбютел (1764 – 1788). Племенник е на 2. крал Вилхелм I фон Вюртемберг (1781 – 1864). По-голямата му сестра Фридерика Шарлота Мария (Елена Павловна) (1807 – 1873) е омъжена на 20 февруари 1824 г. за руския велик княз Михаил Павлович (1798 – 1849), син на руския цар Павел I.
Фридрих започва военна кариера във войската на Вюртемберг, на 15 години е „ритмайстер 2. класа“, 1832 г. е полковник на пехотата и 1841 г. генерал-лейтенант на кавалерията. През 1865 г. зет му крал Карл I фон Вюртемберг го прави генерал на кавалерията и главен командир на корпуса на войската на Вюртемберг. През Германската война срещу Прусия от 1866 г. обаче той няма командване на фронта, а е офицер на свръзката в главната квартира на австрийския фелдцойгмайстер.
Заради произхода си принц Фридрих е член на „Първата камера на вюртембергския ландтаг“ и участва в законодателните сесии. През 1865 г. зет му крал Карл го прави таен съветник. Той живее най-вече в дворец в Щутгарт и в ловния дворец „Катариненхоф“ при Опенвайлер.
Той умира на 9 май 1870 г. на 62 години в Щутгарт от раняването на лицето му при лов. Погребан е в гробницата на дворцовата капела на дворец Лудвигсбург.

## Фамилия
Фридрих фон Вюртемберг се жени на 20 ноември 1845 г. в Щутгарт за братовчедката си принцеса Катарина фон Вюртемберг (* 24 август 1821, Щутгарт; † 6 декември 1898, Щутгарт), дъщеря на крал Вилхелм I фон Вюртемберг (1781 – 1864) и втората му съпруга принцеса Паулина от Вюртемберг (1800 – 1873). Съпругата му Катарина е сестра на Карл I фон Вюртемберг (1823 – 1891), от 1864 г. крал на Вюртемберг. Баща му е против женитбата му.
Те имат един син:
- Вилхелм II (* 25 февруари 1848, Щутгарт; † 2 октомври 1921, дворец Бебенхаузен, Тюбинген), крал на Вюртемберг (1891 – 1918), абдикира на 29 ноември 1918 г., женен I. на 15 февруари 1877 г. в Аролзен за принцеса Мария фон Валдек-Пирмонт (* 23 май 1857; † 30 април 1882), II. на 30 май 1862 г. в Десау за принцеса Шарлота фон Шаумбург-Липе (* 10 октомври 1864; † 16 юли 1946)
- дъщеря (*/† 7 септември 1850, Щутгарт)